# Victor von Carben

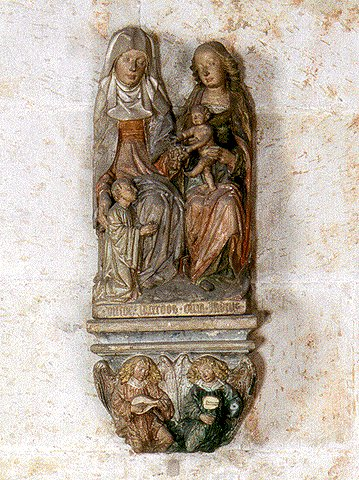
Mémorial en relief de pierre, commémorant la conversion du rabbin Victor von Carben, montrant sainte Anne et sainte Marie avec Von Carben agenouillé aux pieds d'Anne, levant les yeux sur l'enfant Jésus, qui lui tend une grappe de raisin. Cathédrale de Cologne, vers 1470.

Victor von Carben, Victor de Carben ou Victor von Karben, né en 1422 et mort le 2 février 1515, est un rabbin allemand de Cologne qui s'est converti au catholicisme puis est devenu prêtre.

## Biographie
Victor s'est efforcé de montrer son zèle pour sa nouvelle religion en écrivant contre ses anciens coreligionnaires.
Il a été impliqué dans la controverse sur Johannes Pfefferkorn et l'un des quatre commissaires impériaux nommés pour examiner les livres juifs à la recherche de blasphèmes contre le christianisme, les trois autres étant Johannes Pfefferkorn, Johann Reuchlin et Jacob van Hoogstraaten (en).
Son ouvrage Judenbüchlein, publié à Cologne en 1508 ou 1509, décrit les conditions et les coutumes des Juifs en vue de faciliter leur conversion.
Il a débattu avec des savants juifs devant l' archevêque de Cologne à Bonn et a obtenu l'expulsion de juifs de Brühl, de Deutz et d'autres villes du diocèse de Cologne,.
Il a écrit à l'archevêque pour le féliciter d'avoir « arraché les mauvaises herbes de son évêché » bien qu'il tentât, tout comme Pfefferkorn, de persuader les chrétiens que maltraiter les Juifs ne les aiderait pas à se convertir.
Dans ses écrits, Victor affirme à plusieurs reprises qu'il n'est pas sage pour les chrétiens de se lancer dans une controverse religieuse avec les Juifs, ces derniers ayant appris dès leur plus jeune âge à maintenir leur foi.
Il se souciait avant tout de se soustraire d'être accusé d’apostasie au profit d'avantages matériels ; c'est pourquoi, il adressa un compliment gratuit aux Juifs en affirmant que, de tous les peuples de la terre, ils sont les plus difficiles à convertir, leur attachement à leur Loi (Halakha) étant si fort que ni la richesse ni la crainte de persécution ne peuvent les pousser à abandonner leur foi.
Dans sa vieillesse, Victor devint prêtre; et après sa mort, l'épitaphe suivante fut gravée sur la porte de l'église Sainte-Ursule à Cologne : « Victor, autrefois Juif, écrivit en 1509 quatre ouvrages contre les erreurs des Juifs ».

## Publications
- Opus aureum ac novum in quo omnes Judæorum errores manifestantur, Cologne, 1509 ; en quatre parties, la première traitant de la vie et des coutumes des juifs (Cologne, 1509)[2] ; Raimann soutient que le véritable auteur de cet ouvrage est Ortuinus Gratius (en)[2].
- Propugnaculum fidei christianæ, instar Dialogi inter Christianum et Judæum, in quo quod Jesus verus Messias, verus Deus et Homo, totiusque humani generis Salvator sit demonstratur, Cologne, 1504–1508[2].